# Twin Lakes (Novo México)
Twin Lakes é uma Região censo-designada localizada no estado americano de Novo México, no Condado de McKinley.

## Demografia
Segundo o censo americano de 2000, a sua população era de 1 069 habitantes.

## Geografia
De acordo com o United States Census Bureau tem uma área de 23,3 km², dos quais 23,3 km² cobertos por terra e 0,0 km² cobertos por água. Twin Lakes localiza-se a aproximadamente 2 002 m acima do nível do mar.

## Localidades na vizinhança
O diagrama seguinte representa as localidades num raio de 20 km ao redor de Twin Lakes.